# 모래두더지쥐
모래두더지쥐(Spalax arenarius)는 소경쥐과에 속하는 설치류의 일종이다. 우크라이나의 토착종이다.

## 특징
몸길이가 19~27.5cm이고 털은 회색빛 갈색이고 등쪽은 짙고 배쪽은 연한 색을 띤다.

## 생태
독거생활을 하며 각 개체가 차지하는 면적이 80m²이하이다. 분포 지역에 자생하는 대부분 식물(에린기움 캄페스트레(Eryngium campestre)와 쑥속 캄페스트리스(A. campestris), 쇠채아재비속 우크라인니쿰(T. ucrainicum) 등과 같은)의 뿌리 부분을 먹는다. 굴 속에 많은 양의 먹이를 저장하고, 각 방에는 단 한 가지씩만 저장한다. 한해에 한 번 번식을 한다. 3월에 짝짓기를 하고 4~5월에 새끼를 낳는다. 출산 시기에는 암컷이 굴 속에 별도의 작은 방을 차지한다. 새끼의 젖을 떼는 시기는 생후 약 한 달이다.

## 분포 및 서식지
우크라이나 남부 지역의 토착종으로 드네프르강 하류를 따라서 모래 강가에서만 서식한다. 서식지는 이 지역 약 2000 km2 중에서 55 km2 정도 지역만 차지하고 있다. 개체수의 대부분은 흑해 생물권 보호 지역 안에서 서식하고, 그 외 지역에서는 주변 지역의 파편화된 서식지에서만 발견된다. 범람 평원의 모래와 건조 지대, 자작나무 숲에서 서식한다. 개체 밀도는 헥타르 당 약 7~10마리로 추산하고 있다.